# Szczepionka przeciw grypie
Szczepionka przeciw grypie – zmieniana co roku szczepionka, chroniąca przed wirusem grypy charakteryzującym się dużą zmiennością antygenową. Szczepionka przeciw grypie sezonowej zawiera trzy najczęściej występujące zabite szczepy wirusa: dwa typy wirusów A (H3N2 i H1N1) oraz jeden typ wirusa B.

## Wskazania

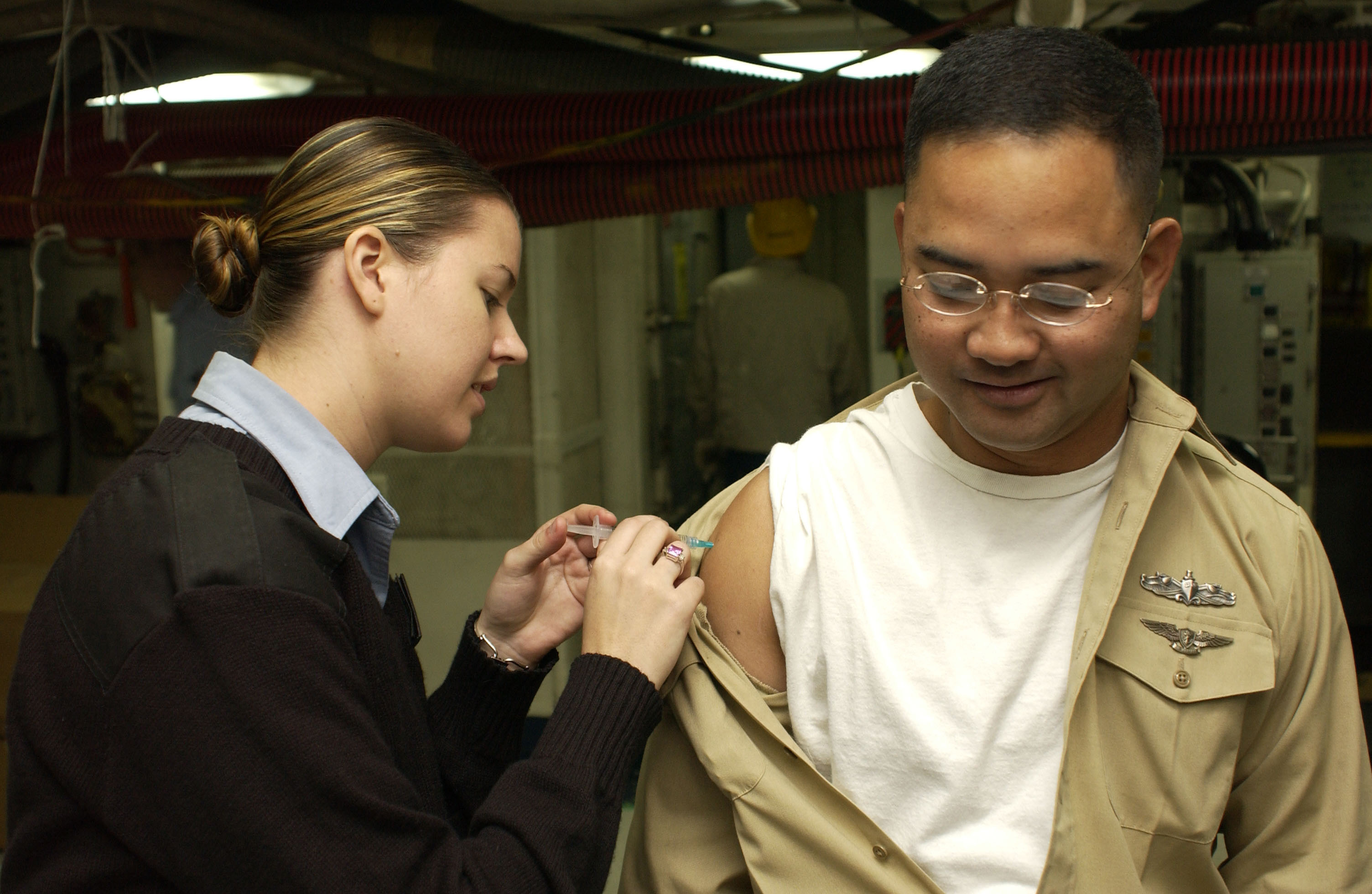
Żołnierz amerykańskiej marynarki wojennej otrzymujący szczepienie przeciw grypie

Różne publiczne organizacje zdrowotne, w tym Światowa Organizacja Zdrowia, zalecają coroczne szczepienia przeciw grypie u osób z podwyższonym ryzykiem powikłań oraz u osób, które opiekują się lub przebywają z takimi osobami:
- osoby po 65. roku życia[3]
- pacjenci z przewlekłymi chorobami płuc (astma, przewlekła obturacyjna choroba płuc itp.)
- pacjenci z przewlekłymi chorobami serca (wrodzona wada serca, niewydolność serca, choroba niedokrwienna serca)
- pacjenci z przewlekłymi chorobami wątroby (np. marskość wątroby)
- pacjenci z przewlekłą niewydolnością nerek
- pacjenci z obniżoną odpornością (osoby zakażone wirusem HIV lub otrzymujące leki immunosupresyjne)
- osoby, które mieszkają razem w miejscach o dużym zagęszczeniu, gdzie grypa może rozprzestrzeniać się szybko, takich jak więzienia, domy opieki, szkoły i domy wycieczkowe
- pracownicy opieki zdrowotnej (zarówno w celu zapobiegania zachorowaniom, jak i zapobiegania rozprzestrzenianiu się grypy wśród pacjentów)[4]
- kobiety w ciąży
- dzieci w wieku od sześciu miesięcy do dwóch lat[potrzebny przypis].

## Przeciwwskazania
Przeciwwskazania obejmują osoby:
- które mają alergię na białka jaj kurzych lub u których wystąpiła reakcja alergiczna przy poprzednim podaniu szczepionki przeciw grypie,
- u których po szczepieniu przeciw grypie wystąpił zespół Guillaina-Barrégo.

## Skuteczność
Szczepionki przeciw grypie dają umiarkowaną ochronę przed grypą, jednakże ochrona ta może być znacznie mniejsza lub może w ogóle nie występować w niektórych sezonach zachorowań na grypę.
Według przeglądu Cochrane z 2008 szczepionki przeciw grypie są skuteczne u zdrowych dzieci w wieku od dwóch lat, natomiast dostępnych jest niewiele danych na temat skuteczności u dzieci poniżej dwóch lat. Centers for Disease Control and Prevention zaleca szczepienie przeciw grypie każdego dziecka w wieku powyżej 6 miesięcy. W przeglądzie Cochrane z 2007 wykazano, że chociaż szczepionki przeciw grypie u zdrowych dorosłych są skuteczne względem szczepów, przed którymi mają chronić, to ma to niewielki wpływ na utracone dni robocze z powodu infekcji grypopodobnych.
Skuteczność szczepionki u ludzi w podeszłym wieku, którzy są najbardziej narażeni na grypę, jest najmniejsza; średnia skuteczność w wieku 65 lat wynosi 40–50%, a powyżej 70 roku życia 15–30%, lepsze efekty daje szczepienie dużą dawką szczepionki. Istnieje wiele przyczyn tego spadku skuteczności, ale wynika on przede wszystkim z osłabienia funkcji układu immunologicznego.
W Stanach Zjednoczonych osoby w wieku 50–64 lat są prawie dziesięć razy bardziej narażone na śmierć z powodu grypy niż osoby młodsze, a osoby powyżej 65 roku życia są ponad dziesięć razy bardziej narażone na śmierć z powodu grypy niż osoby w grupie wiekowej 50–64 lat. Szczepienie osób powyżej 65 roku życia zmniejsza ryzyko śmierci z powodu grypy o około 50%. Jednakże mało prawdopodobne, aby samo szczepienie całkowicie wyjaśniało te wyniki, gdyż osoby starsze poddane szczepieniu są prawdopodobnie zdrowsze i mają większą świadomość zdrowotną niż osoby, które się nie szczepią.